# Buzeins
Buzeins är en kommun i departementet Aveyron i regionen Occitanien i södra Frankrike. Kommunen ligger  i kantonen Sévérac-le-Château som ligger i arrondissementet Millau. År 2018 hade Buzeins 186 invånare.

## Befolkningsutveckling
Antalet invånare i kommunen Buzeins
Referens: INSEE